# Thandiswa Mazwai
Thandiswa Mazwai (sinh ngày 31 tháng 3 năm 1976) là một nhạc sĩ Nam Phi, và cũng là ca sĩ và nhạc sĩ chính của Bongo Maffin.

## Cuộc đời
Thandiswa Mazai được sinh ra ở Eastern Cape vào năm 1976 trong bối cảnh bạo lực phân biệt chủng tộc nặng nề của những năm 1980. Cả cha mẹ cô, Belede và Thami Mazwai, đều là các nhà báo và các nhà hoạt động chính trị chống chủ nghĩa phân biệt chủng tộc, và cô nhớ lại rằng ngôi nhà của cô chứa đầy sách, bài viết và dày dặn với các cuộc thảo luận chính trị. Cô tiếp tục theo học Đại học Wits, nơi cô học văn học Anh và Quan hệ Quốc tế. Công việc của cô luôn luôn được lấy cảm hứng từ mẹ cô (người đã chết khi Thandiswa 15 tuổi) và các tác phẩm của những người nổi tiếng như Steve Biko và Frantz Fanon, Chinua Achebe và Kwame Nkrumah.

## Sự nghiệp

### Jack-Knife
Thandiswa là thành viên của Jack-Knife, với Kimon Webster và Themba Smuts. Bộ ba này được coi là những người tiên phong trong phong trào kwaito, với những ca khúc như "Fester" và "Chommie" là những bản hit.

### Những ngày đầu cùng Bongo Maffin
Nỗ lực đầu tiên của Thandiswa để được chú ý đã được thực hiện tại chương trình Shell Road to Fame nhưng Thandiswa thậm chí không được tham gia vòng bán kết. Tuy nhiên, cô đã gây được sự chú ý đối với nhạc sĩ và nhà sản xuất Don Laka. Và do đó, cô bắt đầu sự nghiệp của mình vào năm 1998 với Bongo Maffin, một trong những ban nhạc tiên phong của Kwaito. Cô đã được công nhận rộng rãi là tiếng nói của giới trẻ có ý thức của Nam Phi. Bongo Maffin được mời biểu diễn trên khắp thế giới, và được đứng chung sân khấu với các biểu tượng âm nhạc như Stevie Wonder, Ladysmith Black Mambazo, Chaka Khan, Sean Paul, Steel Pulse và Skunk Anansie và một số những người khác. Đóng góp của họ cho nền âm nhạc Nam Phi đã giành được nhiều giải thưởng, trong đó có Giải thưởng Âm nhạc Nam Phi, Giải thưởng âm nhạc Kora All Africa và Giải thưởng âm nhạc Metro FM.

### Hát soloː Thandiswa
Sau năm album phát hành với Bongo Maffin, Thandiswa mạo hiểm bắt đầu sự nghiệp solo. Dự án đầu tiên của cô, Zabalaza (2004) đã giành được nhiều giải thưởng, trong đó có giải Kora cho Nữ châu Phi xuất sắc nhất và bốn giải thưởng Âm nhạc Nam Phi, bao gồm cả Album hay nhất. Đồng thời nó cũng được đề cử cho giải thưởng BBC Radio 3 Planet. Album thứ hai của cô, Ibokwe (2009), đã đạt được trạng thái vàng trong vài tuần đầu phát hành và DVD live của cô, Dance of the Forgotten Free (2010), đã giúp cô giành được giải Nữ ca sĩ xuất sắc nhất và DVD xuất sắc nhất năm 2011. The Guardian đã gọi cô là  "Ca sĩ đương đại nữ tốt nhất của Nam Phi."
Thandiswa Mazwai đồng thời còn là đại sứ cho 46664 và là đại sứ của tỉnh Eastern Cape, Nam Phi.